# Pieve di Sant'Appiano
La pieve di Sant'Appiano si trova nell'omonima località del comune di Barberino Val d'Elsa, in provincia di Firenze, diocesi della medesima città.
È dedicata al santo a cui tradizionalmente viene attribuita l'evangelizzazione della Valdelsa.
È l'unico edificio nel contado fiorentino che conserva resti di un battistero autonomo rispetto alla chiesa, soluzione che nella zona a sud dell'Arno si trovava solo nelle pievi di Sant' Alessandro a Giogoli, San Piero in Bossolo, nella Pieve di Coeli Aula e nella pieve di Empoli. Oggi del battistero restano solo quattro pilastri, memori della pianta centrale dell'edificio abbattuto nel 1805 in seguito a un terremoto.
La pieve conserva le tracce di due fasi costruttive: le archeggiature che dividono la navata a sinistra appartengono al X-XI secolo, come l'abside decorata a fornici e la sopraelevazione della navata ritmata da archetti lombardi; le archeggiature di destra sono state ricostruite in cotto dopo il crollo del campanile, avvenuto nel 1171: le forme sono più slanciate, i capitelli sono scolpiti con foglie stilizzate e i volti umani resi realisticamente.

## Storia
La pieve nel 990 entrò a far parte dei possessi del Vescovo di Firenze ma la sua origine è molto più antica come si può dedurre dai caratteri protoromanici dell'interno.
Già nell'XI secolo presso la pieve aveva sede una compagnia Laicale e un capitolo di Canonici, come succedeva in tutte le pievi. Nel 1101 La pieve è ricordata come un insediamento fortificato. Successivamente, forse a causa del terremoto del 1171 che distrusse gran parte della chiesa e che viene ricordato da una lapide posta nell'architrave di un portale, non viene più appellata come castrum.

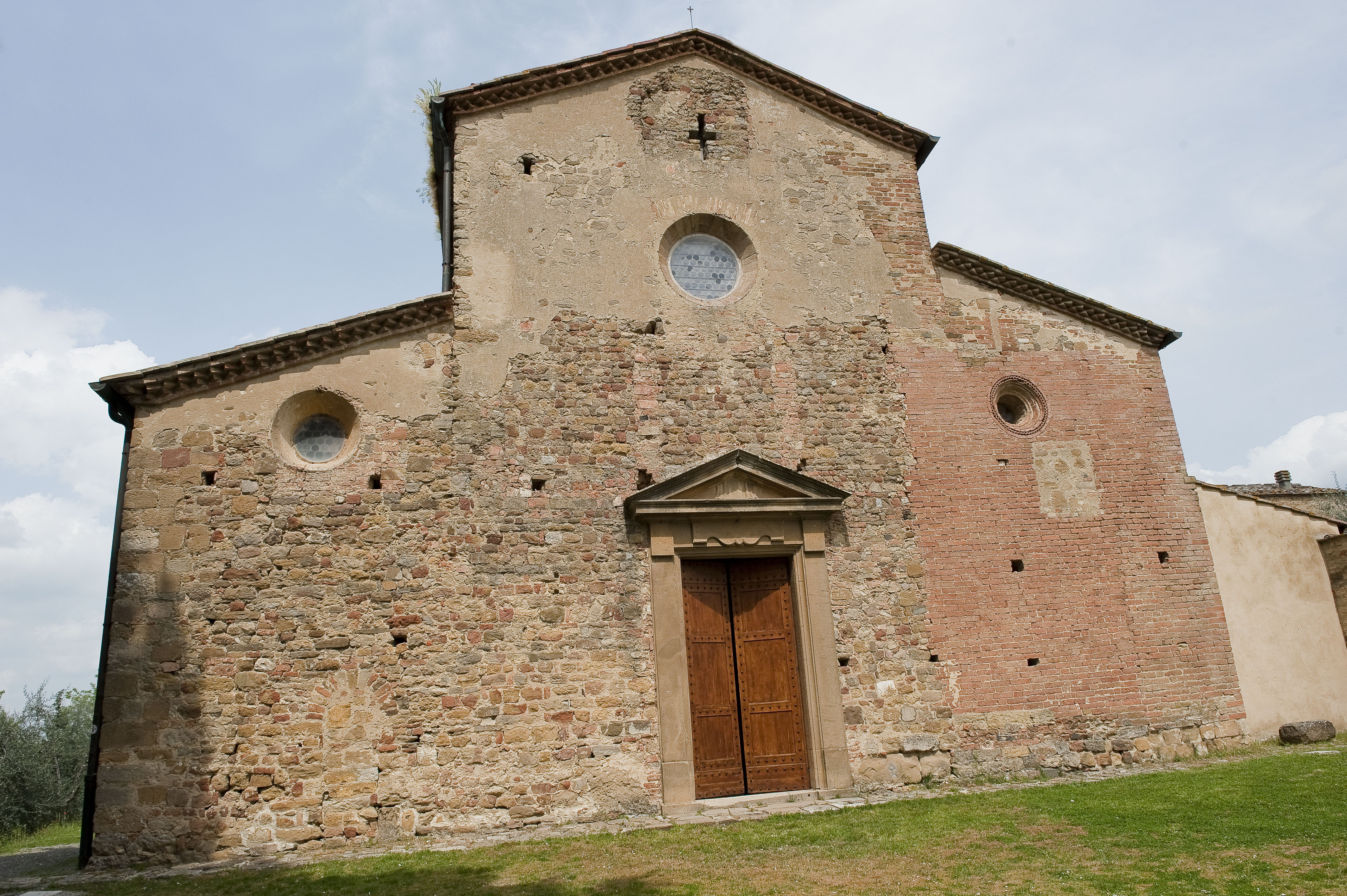
Facciata

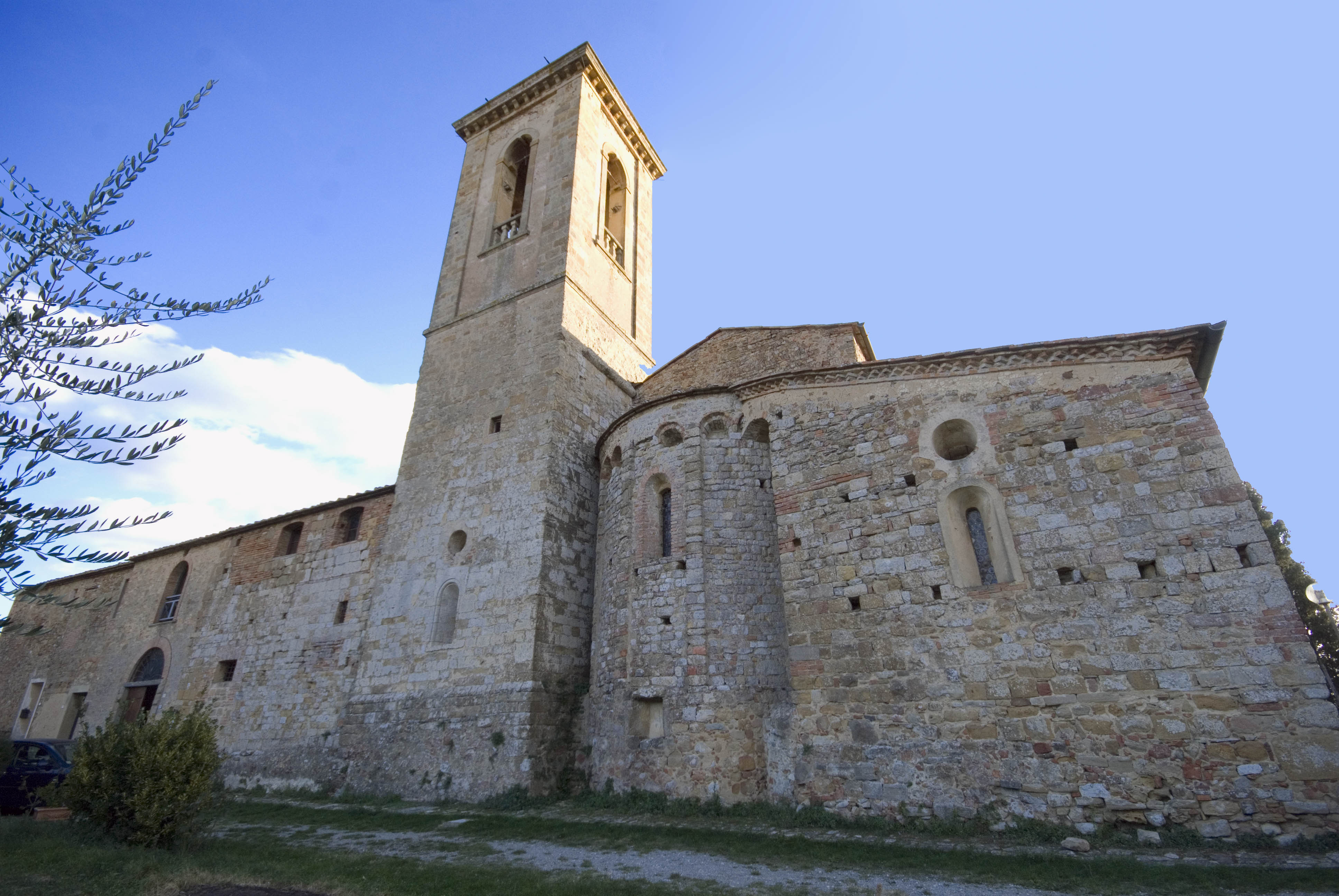
L'abside

Nel XIV secolo alla pieve facevano capo ben 24 chiese suffraganee grazie alle quali la chiesa godeva di ottime rendite spesso esentate dal pagamento delle tasse per concessione apostolica e pertanto era appetita da importanti prelati: sono da ricordare il pievano Guiscardo che nel 1188 è citato in un atto della badia di Marturi, il pievano Gualtiero presente al Sinodo diocesano nel 1286, ma già ricordato nel 1268 quale delegato papale.
Sempre nel XIV secolo risulta patrona della chiesa la famiglia Gherardini di Firenze che avevano base nel contado in vari castelli tra cui Montagliari ed il vicino Linari, tra i cui rappresentanti veniva spesso scelto il pievano. Tra la fine del XIV secolo e l'inizio del XV secolo la chiesa venne affrescata internamente ma in seguito dovette avere dei problemi economici tanto che nel 1422 in occasione di una visita apostolica venne giudicata plebes misera e nel 1446 non risulta che fosse retta da nessun pievano; per evitare la rovina la famiglia Gherardini negli anni successivi fece realizzare i restauri necessari.
Nel 1776 la torre campanaria, che era pericolante, venne demolita ma il campanile venne ricostruito solo nel 1852; nel 1843 venne rifatto il portale in facciata. Tra il 1891 e il 1893 vennero sistemati sul piazzale antistante i resti del battistero crollato nel 1805.

## Descrizione
La complessa struttura della pieve di Sant'Appiano è la migliore testimonianza della notevole importanza assunta dalla chiesa. Fanno parte del complesso plebano la chiesa, i resti del battistero, la canonica e le strutture fortificate dell'insediamento. La pieve ha un impianto a tre navate a copertura lignea e mostra il sovrapporsi di molte fasi costruttive nel corso del tempo. La parte originaria è riconoscibile nella disposizione degli spazi e nella parte sinistra della navata; gli interventi realizzati dopo il terremoto del 1171 riguardarono la parte destra mentre nel XV secolo si lavorò soprattutto nella facciata e nella navata sinistra.

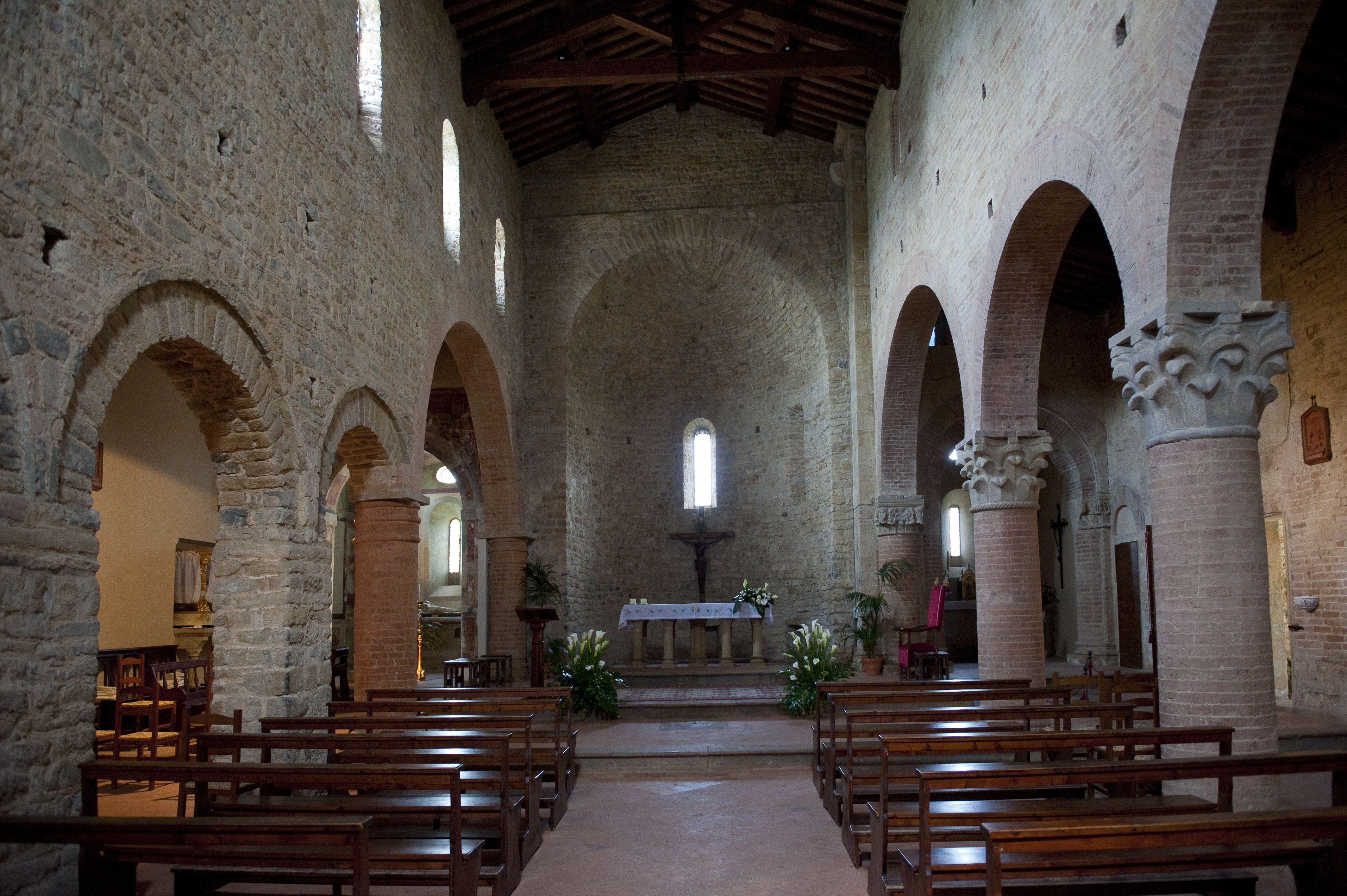
Interno

### Esterno
La pieve presenta una facciata a salienti in cui sono riconoscibili le diverse fasi romaniche: la parte più primitiva, quella protoromanica, è quella costituita dal paramento murario realizzato con ciottoli di fiume mischiati a pietra arenaria, un'altra fase, risalente all'epoca romanica, è quella realizzata con mattoni in cotto disposti casualmente ma ben profilati e zigrinati (sul modello di quelli della pieve di Monterappoli); ad una terza fase, molto più recente sono da ascrivere il portale con timpano e i due oblò posti in corrispondenza delle navate.
Il fianco settentrionale è intonacato e privo di aperture e mostra in corrispondenza del cleristorio una muratura regolare aperta in modo regolare da monofore incorniciate da lesene e da archetti pensili.
La tribuna, da alcuni studiosi considerata del IX secolo, presenta il volume semicilindrico dell'abside originale incorniciata da due corpi di fabbrica quadrangolari realizzati al posto delle precedenti absidi; quello di sinistra fa da base al campanile, del quale resta la base segnata da una monofora centinata. Il volume semicilindrico dell'abside presenta lesene, costruite con bozze di arenaria e mattoni, che partono dal basamento per arrivare a sostenere coppie di archi che incorniciano dei fornici, secondo lo stile lombardo. In origine l'abside era aperta da tre monofore e da una finestra di alabastro, situata allo stesso livello del terreno probabilmente realizzata per illuminare la cripta, oggi non più esistente.; oggi delle tre monofore ne resta solo una.
Il fianco meridionale, realizzato in mattoni, è quello su cui si appoggiano la canonica e il chiostro del XII secolo realizzato con pilastri squadrati e colonne ioniche.
Sotto il porticato del chiostro si apre la sala del Capitolo che presenta una trifora oggi murata e una porta con arco bicromo e decorata secondo lo stile volterrano. Dal chiostro si accede alla chiesa attraverso un portale decorato a bassorilievo con angeli e motivi floreali e sul cui architrave è posta la lapide in ricordo del terremoto del 1171.

### Interno

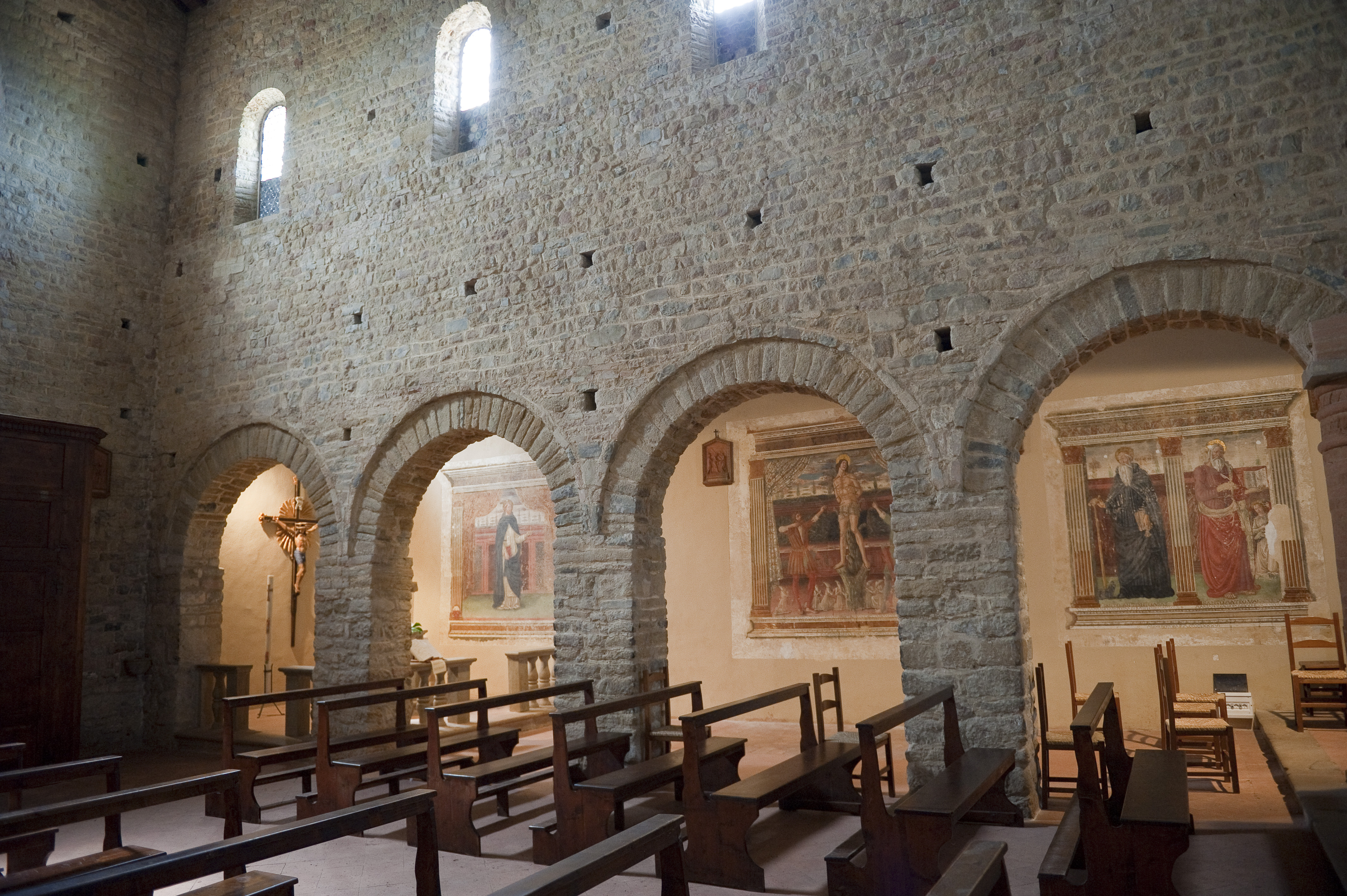
Veduta della navata sinistra con i quattro archi protoromanici

La navata sinistra è separata da quella centrale da cinque archi, dei quali quattro sono ancora quelli realizzati per la pieve protoromanica e presentano archi con risega e si appoggiano a pilastri rettangolari; il quinto arco è frutto della ricostruzione post-terremoto ed è in laterizio e si appoggia su due colonne del medesimo materiale, questo quinto arco ha una luce che è il doppio delle altre.
Nella navata sinistra, oltre all'urna contenente i resti mortali di Sant'Appiano, si trovano tre riquadri affrescati inseriti all'interno di finte architettura dipinte a simulare una pala d'altare: 
- San Pietro martire, opera di Filippo di Antonio Filippelli;
- Martirio di san Sebastiano, attorniato dai confratelli incappucciati della Compagnia, opera di Bernardo Rosselli e del Filippelli datata 1484;
- santi Antonio Abate e Matteo evangelista, del Filippelli.

Nella prima campata della navata sinistra è stato ricavato un piccolo battistero.
La navata destra fu completamente distrutta dal terremoto del 1171 ed è stata completamente ricostruita in laterizio; presenta quattro arcate di uguale luce. I pilastri delle colonne presentano capitelli decorati con fogliami di stile fiorentino mentre in corrispondenza dell'attacco della muratura sono due mensole che una figure vegetali e umane come nella chiesa di Cedda mentre l'altra presenta figure geometriche come nella chiesa di badia a Isola. Nella navata destra si trovano resti di affreschi raffiguranti la Madonna in preghiera col Bambino dei primi del XV secolo, restaurato da mano non esperta nel 1850 e sempre in questa parte è collocata la lastra sepolcrale di Gherarduccio Gherardini morto nel 1331, nelle adiacenze della porta che conduce al chiostro (e che solitamente funge da porta di accesso).
Il presbiterio è rialzato, rispetto al pavimento della chiesa, di un gradino. Da esso si accede all'abside che è stata costruita leggermente obliqua rispetto al corpo della chiesa e a due cappelle ricavate ai lati dell'abside stessa; in quella di sinistra si trova una tela del XVII secolo della Madonna, il Bambino e santi e affreschi seicenteschi, oggi rovinati, raffiguranti delle figure di Santi.

### L'Antiquarium
Nei locali annessi alla chiesa è stato ricavato dal 1991 un piccolo Antiquarium che funge da museo archeologico. nelle due stanze sono raccolti materiali archeologici provenienti dalle zone limitrofe e venuti alla luce durante alcune campagne di scavo.
Il pezzo senz'altro più interessante è un Idoletto pagano (Eros che cavalca un cane), in pietra, databile al II secolo d.C., anche se non tutti gli studiosi sono concordi. Sono inoltre presenti numerose urne etrusche. Tra le opere pittoriche sono da segnalare il trittico raffigurante la Madonna col Bambino e i Santi Giovanni battista e Girolamo della Marca opera del Maestro di Signa e tutta una serie di tele la più importante delle quali è quella raffigurante i santi Sebastiano, Girolamo e Rocco della scuola del Pollaiolo.

## Il battistero

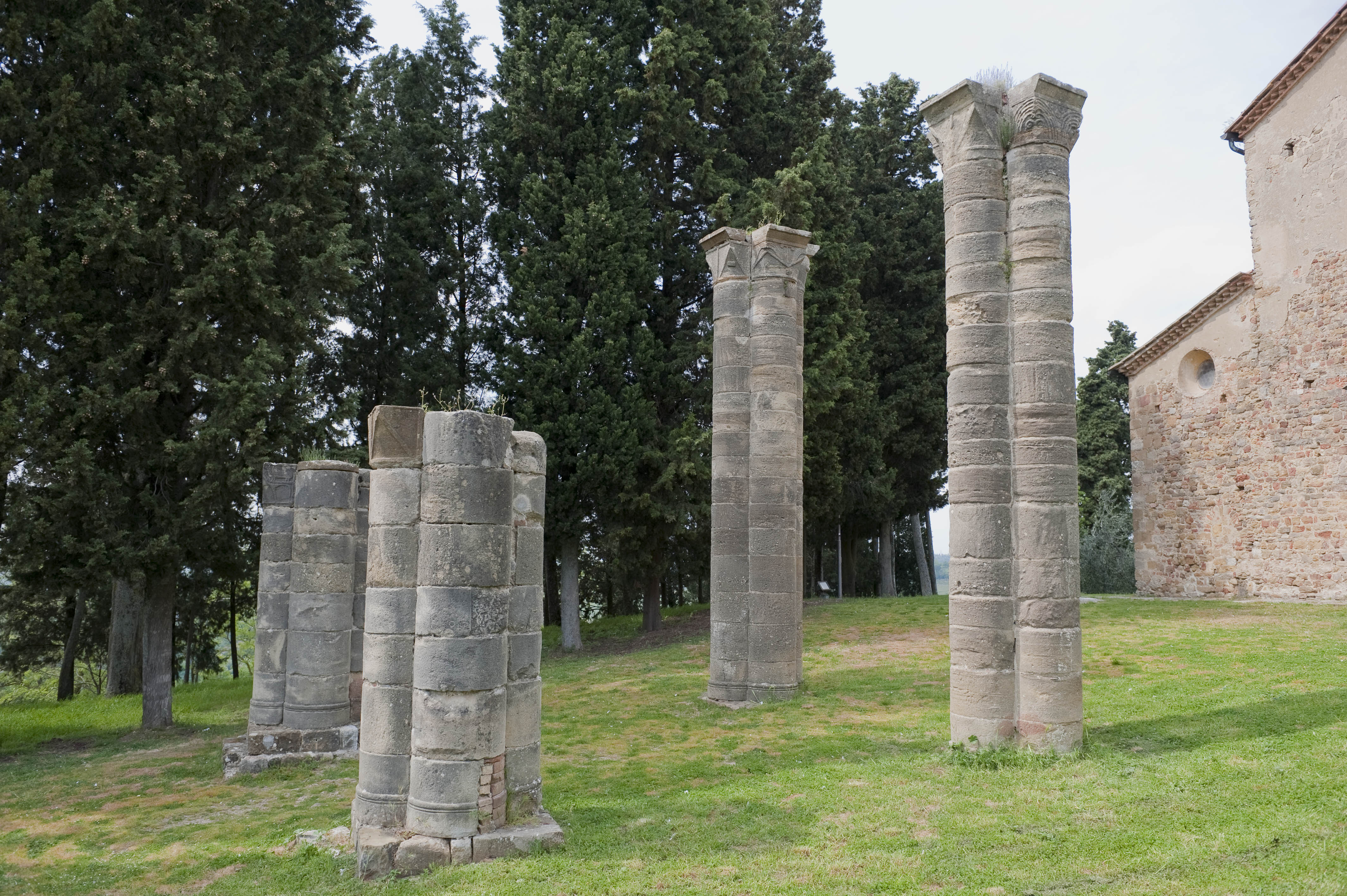
Le colonne del battistero

Davanti alla facciata della chiesa era situato il Battistero della pieve. Di esso rimangono solo i quattro pilastri di sostegno. Sono coronati da capitelli ungulati che presentano decorazioni raffiguranti simboli quali il tau, segni cosmici e la croce. Del battistero è rimasta un'immagine in un documento conservato presso l'Ospedale degli Innocenti e dal quale appare del tutto simile con analoghi edifici lombardi quali la chiesa di San Vincenzo a Galliano, la Chiesa di San Donato di Zara e il Duomo vecchio di Brescia.
Una descrizione esaustiva del battistero è fornita una memoria del proposto Marco Lastri che nel 1774 così descriveva il fabbricato:

## Il piviere di Sant'Appiano
- Le canoniche

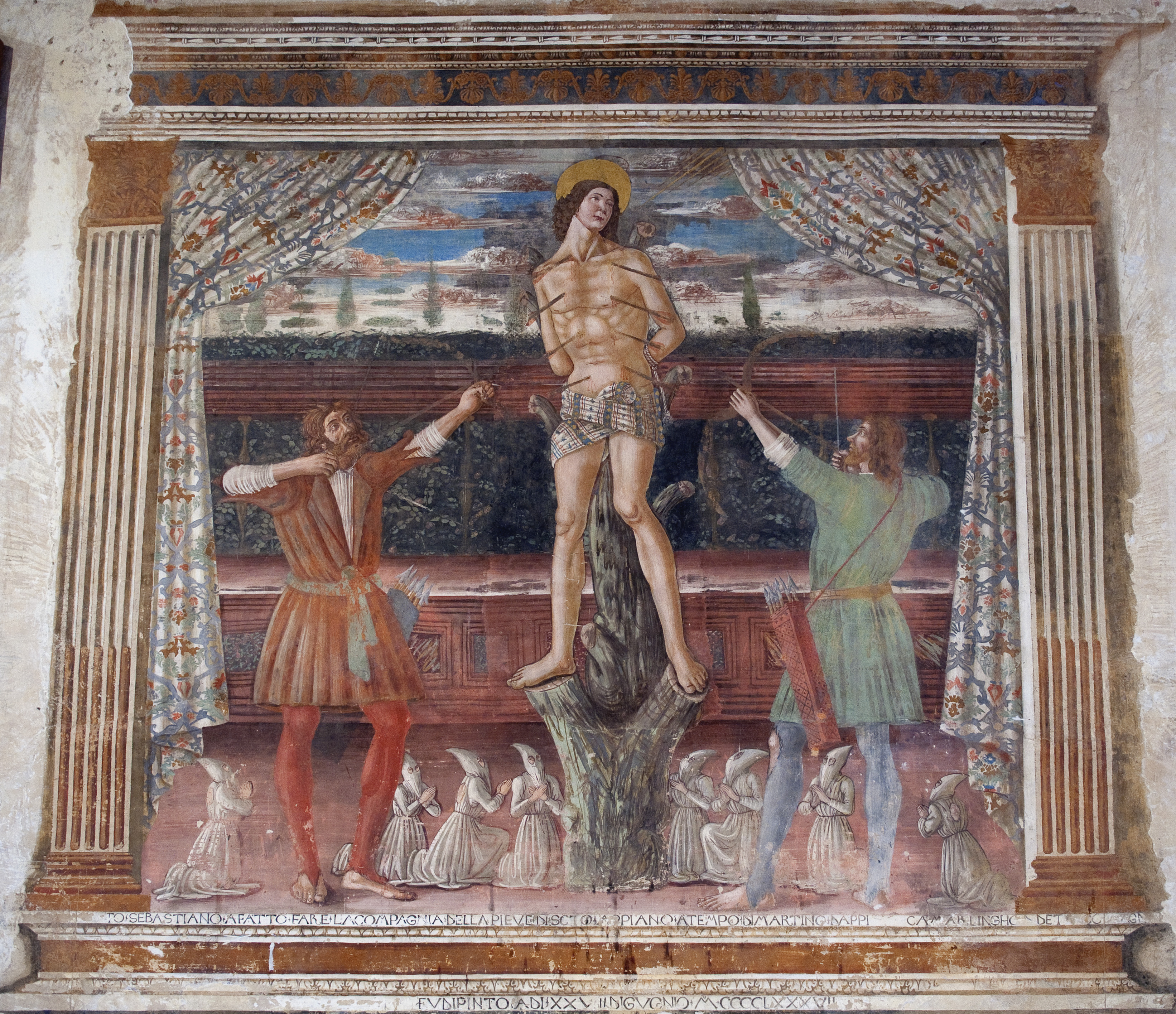
Martirio di san Sebastiano attorniato dai confratelli incappucciati della Compagnia, Bernardo Rosselli e Filippo di Antonio Filippelli, 1484

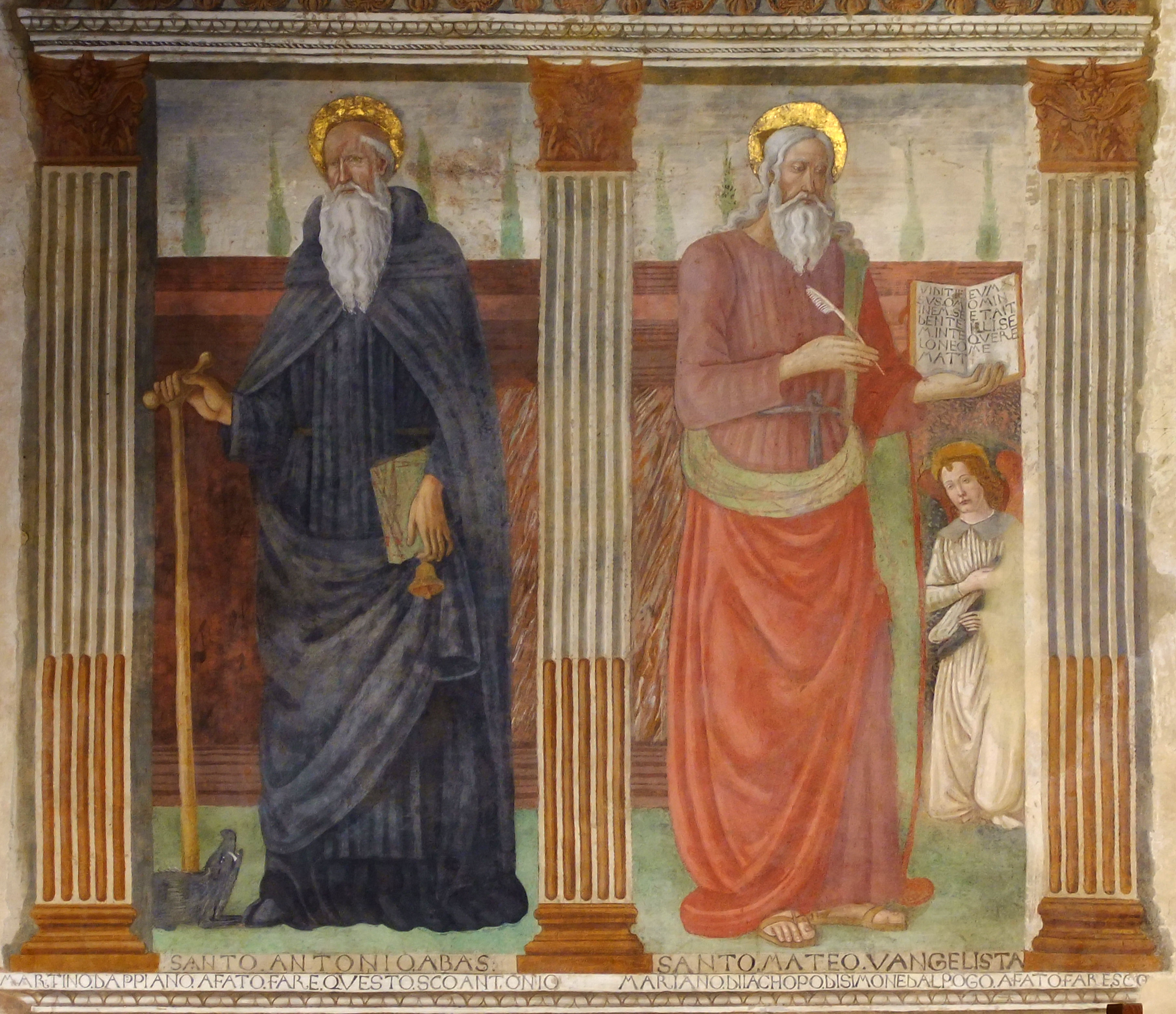
I Santi Antonio Abate e Matteo Evangelista, affresco di Filippo di Antonio Filippelli

  - Chiesa di San Ruffignano a Monsanto, Barberino Val d'Elsa
  - Chiesa di San Filippo (Ponzano), Barberino Val d'Elsa
  - Chiesa di Santo Stefano (Linari), Barberino Val d'Elsa
  - Chiesa di San Gregorio a San Giorgio vecchio
- Le suffraganee
  - Chiesa di San Donato a Gavignano, Poggibonsi
  - Chiesa di San Michele (Ponzano), Barberino Val d'Elsa
  - Chiesa di Santa Maria a Poneta, Barberino Val d'Elsa
  - Chiesa di San Pietro a Poppiano, Barberino Val d'Elsa
  - Chiesa di San Martino a Pastine, Barberino Val d'Elsa
  - Chiesa di San Michele e del Santo Salvatore a Vico d'Elsa
  - Chiesa di San Niccolò a Cortebuona
  - Chiesa di Santa Maria a Fulignano
  - Chiesa di San Donato a Catignano
  - Chiesa dei Santi Andrea e Lorenzo a Linari
  - Chiesa di Santa Maria a Linari
  - Chiesa di Santa Maria a Pasnana
  - Chiesa di San Pietro a Petrognano
  - Chiesa di San Martino a Colle
  - Chiesa di San Jacopo a Dollia
  - Chiesa di Sant'Andrea a Vico d'Elsa
  - Chiesa di San Jacopo e del Santo Salvatore a Vico d'Elsa
- Gli spedali
  - Spedale di Santa Maria a Linari
  - Spedale di Vico d'Elsa
  - Spedale di San Niccolò a Cortebuona

## Note

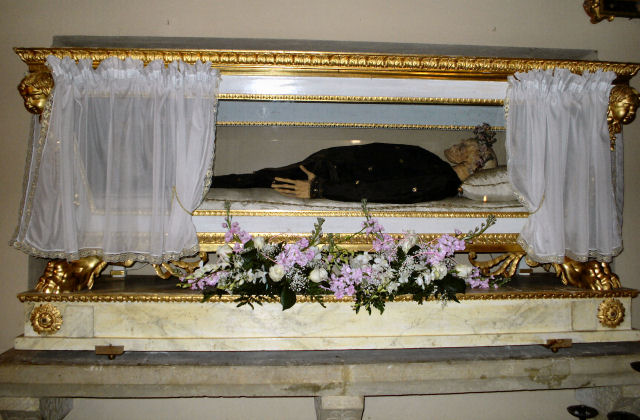
Urna con i resti di sant'Appiano

## Bibliografia

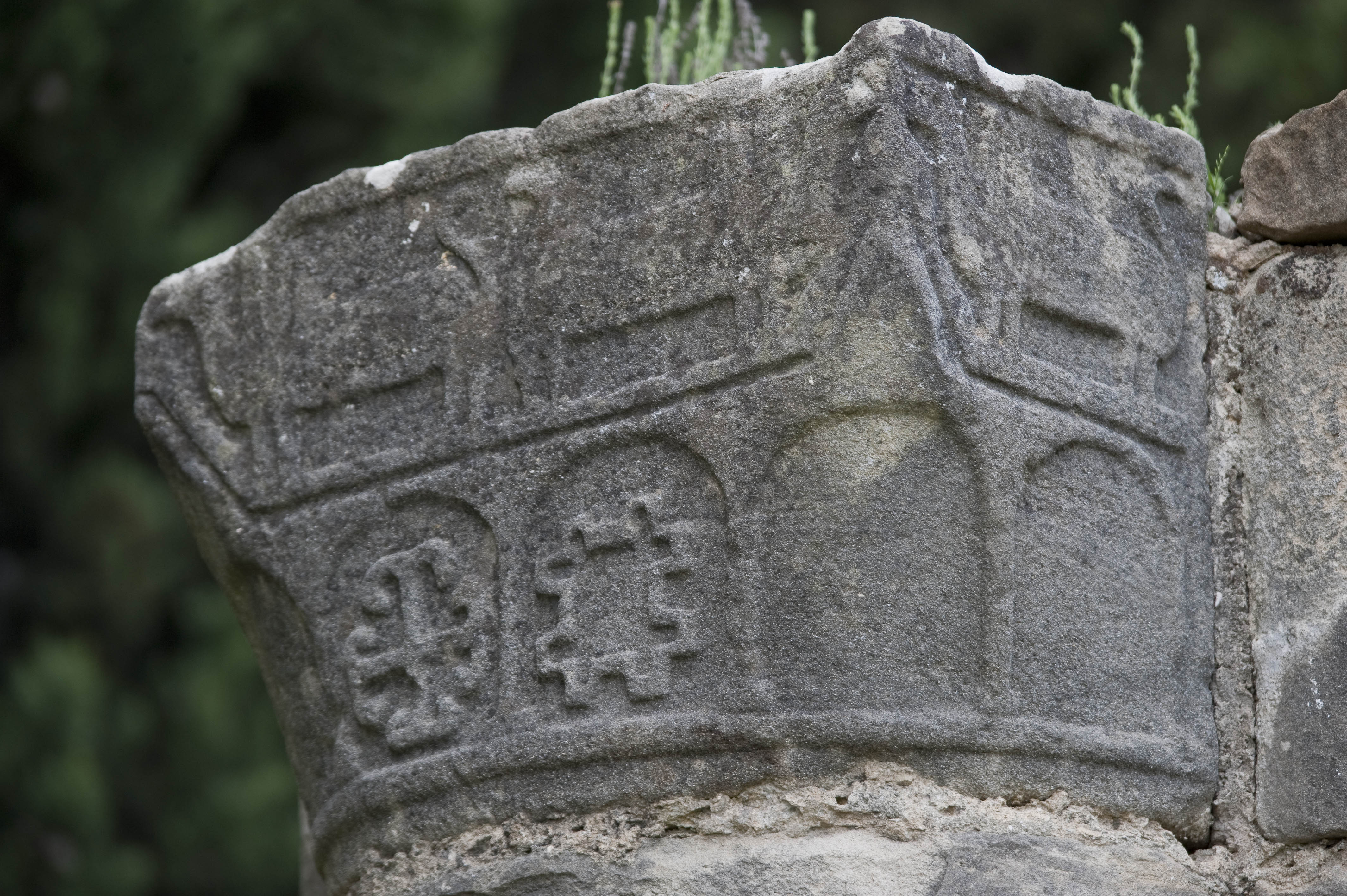
Capitello del battistero

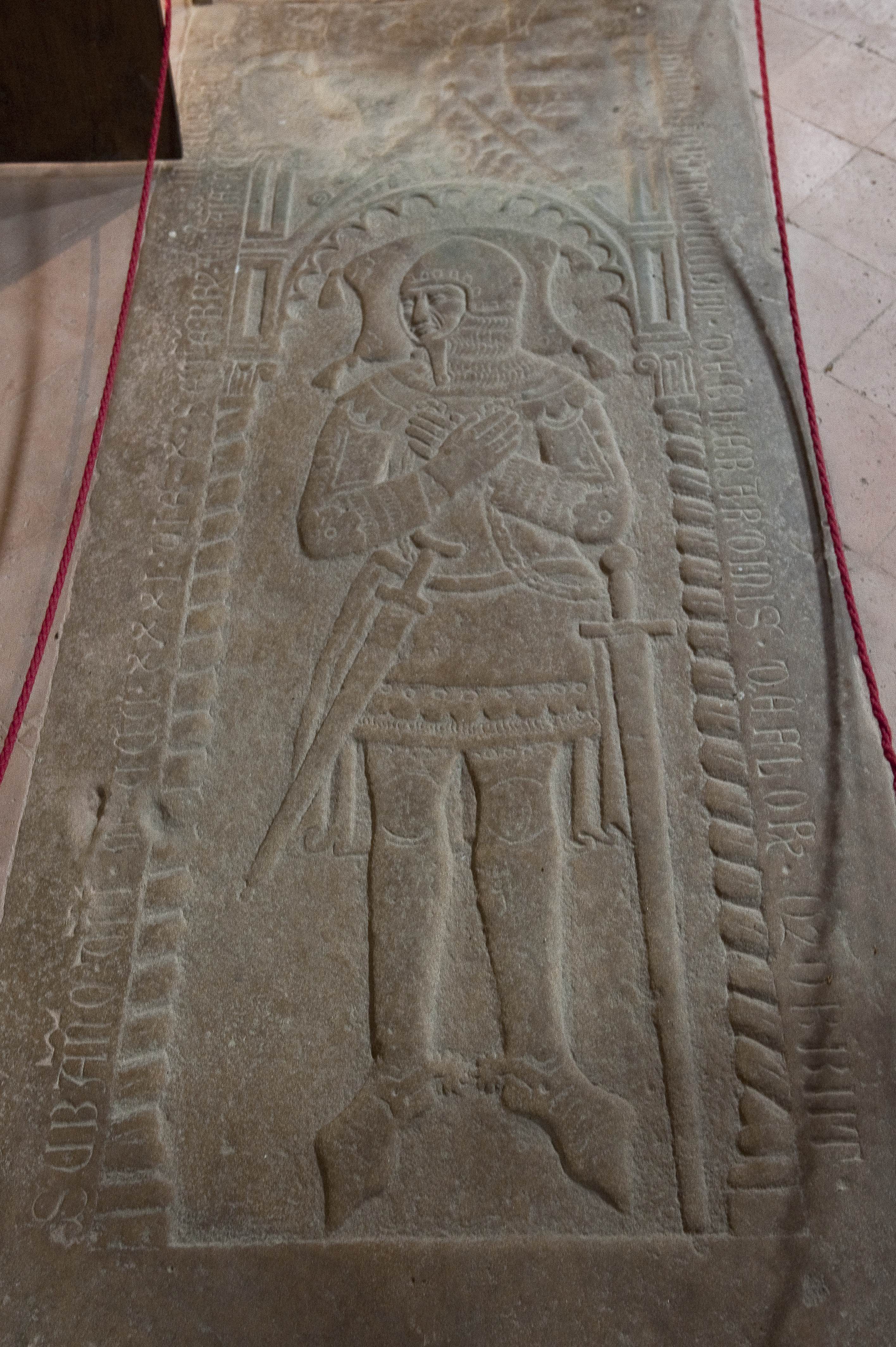
Sepolcro di Gherarduccio Gherardini